# Ontwerp

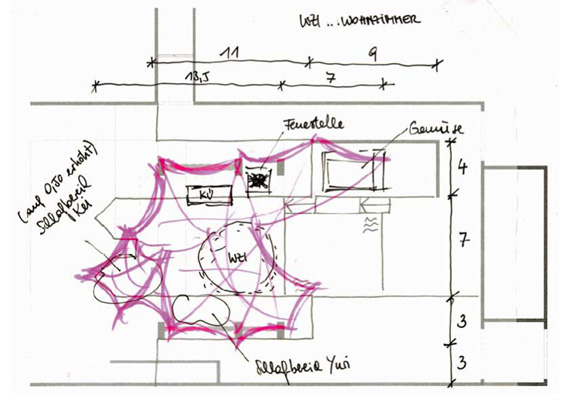
Ontwerpschets

Een ontwerp is een beschrijving van iets nieuws of een beschrijving van iets bestaands. Een ontwerp is dus een beschrijving (projectie of model) van de (toekomstige) werkelijkheid.

## Algemeen
Een ontwerp kan bestaan uit bijvoorbeeld een tekstuele beschrijving, een computer-aided-designmodel, een tekening, een patroon of een schaalmodel.
Vaak wordt, afhankelijk van de vakrichting, een voorvoegsel aan het woord ontwerp toegevoegd;
- Een bouwontwerp is een specifiek ontwerp toegepast in de bouw. Bij het bouwontwerp maken van een ontwerp in de bouw is er vaak sprake van een vijftal stappen die worden doorlopen: initiatief, haalbaarheid, voorontwerp (VO), definitief ontwerp (DO) en detailontwerp (bestek). Deze termen kunnen als ‘chronologische kapstok’ worden gezien. Het hanteren van deze fases betekent niet dat er een directe weg van A naar B is; immers, ontwerpen vertonen cyclisch gedrag en maar al te vaak keert men tijdens het proces op zijn of haar schreden terug. Ook de gebruikte terminologie is niet uniek. Naast initiatief wordt bijvoorbeeld oriëntatie gebruikt en naast haalbaarheid het begrip verkenning. In de fasen er na, die van het bouwproces zoals werkvoorbereiding, uitvoering en instandhouding zullen er vaak ontwerpwerkzaamheden plaatsvinden. Denk aan wijzigingen op het bestaande ontwerp of het ontwerpen van hulpconstructies. In feite herhaalt zich dan weer het proces.
- Een kunstontwerp is een specifiek ontwerp toegepast in de kunst. Bij het ontwerpen in de kunst of toegepaste kunst worden in wezen vergelijkbare stappen doorlopen als bij het bouwontwerp, soms onder de naam industrieel ontwerp of productdesign. Afhankelijk van de wensen van de eventuele opdrachtgever worden schaalmodellen of schetsen gepresenteerd.
- Een kledingontwerp.
- Een functioneel ontwerp: een onderdeel in een softwareontwikkelingsproces waarin de te programmeren functionaliteit is beschreven.

In het ontwerpproces veel toegepaste definities zijn;
- Duurzaam ontwerpen Is een concept waarin ecologische, economische en sociale belangen met elkaar in evenwicht zijn.
- Industrieel ontwerpen. Een specifieke ontwerpmethode die zich richt op het ontwikkelen van producten die industrieel in massa- of serieproductie worden vervaardigd.
- Ontwerpspecificatie. Is een document waarin de ontwerp karakteristieken opgesomd worden.
- Marktintroductietijd. De benodigde tijd om een product of dienst te ontwerpen zodat het op de markt gebracht kan worden.

## Ontwerpproces
Het proces, de uitwerking van een idee of ideeën naar een ontwerp, wordt het ontwerpen genoemd. Het ontwerpproces is de eerste fase van de productlevenscyclus. De productlevenscyclus bestaat uit de ontwerp-, de produceer-, de gebruik- en een verwijderen fase. Een veel gebruikte opdeling van het ontwerpproces is de opdracht, de creatie en de realisatie fase. Ook wordt de ISO9001 methode (plan, do, check en act) gebruikt. Door het maken van een ontwerp wordt vooraf nagedacht over de realisatie van iets. Hierdoor wordt het mogelijk om efficiënt(er) iets te produceren.
Het ontwerpproces kan, afhankelijk van het soort ontwerp of afhankelijk van de persoon(en) die het proces uitvoeren, vele uitvoeringsvormen aannemen. Een voorbeeld van een tussenvorm is een maquette. In dit stadium komen de fouten in maatvoering op de tekeningen aan het licht en kunnen tijdig hersteld worden. Vooral bij plants in de petrochemie loont het de moeite, omdat er buitengewoon veel leidingen elkaar op vele niveaus kruisen. Een ander voorbeeld van een tussenvorm is een prototype. Ook hier kunnen optredende krachten, de werking of passing van onderdelen wordt getest. Door de beschikbaarheid van krachtige CAD-systemen is de trend om virtuele prototypen te maken.
In het overzicht ontwerpprocessen worden de verschillende stadia en/of verschillende methoden van het ontwerpproces beschreven. Het ontwerpproces kan, afhankelijk van het soort ontwerp of afhankelijk van de persoon(en) die het proces uitvoeren, vele uitvoeringsvormen aannemen.

### Ontwerpstrategieën
Er zijn veel ontwerpfilosofieën die als een soort handleiding bij het ontwerpproces kunnen worden gebruikt.
- Bottom-up design, Een ontwerpmethode die start met het ontwerpen van de details. Later in het ontwerpproces komen de algemene principes aan bod.
- Conceptontwikkeling, Een vooronderzoek ontwerp om kwantitatieve een inschatting te kunnen maken van de te verwachten product en ontwerpkosten.
- Parallel ontwikkelen of concurrent engineering. Een veel toegepaste  ontwerpmethode waarbij een team, gelijktijdig, aan het ontwerp van een dienst of product werkt.
- Reverse engineering, Een ontwerpmethode die vanuit een bestaand product, terugredenerend, een nieuw maakt.
- Top-down design, Een ontwerpmethode die begint met algemene principes. Gaande het proces wordt er naar de details toegewerkt.
- Watervalmethode, Een ontwerpmethode waarin de ontwikkeling regelmatig vloeiend naar beneden loopt (als een waterval).
- Koop/maakbeslissing, Een uitvoeringsvorm van de bedrijfsstrategie. Het zelf ontwerpen of het inkopen van het ontwerp.

### Creatieve werkmethoden
- PDCA
- Probleemoplossend denken